# Off & On
«Off & On» es una canción pop grabada por la cantautora londinense Sophie Ellis-Bextor que fue lanzada como sencillo exclusivamente en Rusia perteneciente a su cuarto álbum de estudio Make a Scene. Fue lanzada el 11 de abril de 2011 como descarga digital, esto una semana antes del lanzamiento del álbum en dicho país. Ellis-Bextor apareció en algunos programas de TV en Reino Unido para promover la canción incluyendo El Show de Rob Brydon, cabe señalar que el sencillo no fue lanzado oficialmente fuera de Rusia.
Off & On fue producida por Calvin Harris, y fue coescrita entre Harris, Cathy Dennis y Roisín Murphy, quien fue la primera en grabarla, esto para ser incluida en su álbum Overpowered, finalmente la canción no entró en el listado final del álbum y posteriormente fue ofrecida a Ellis-Bextor quien posteriormente grabó su propia versión de la canción.
Acerca de la canción, Ellis-Bextor, declaró: "Normalmente soy un poco aprensiva a la hora de tomar canciones que yo no escribí, Pero creo que siempre tienes que pensar que puedes aportar algo a la misma". El demo de la canción fue puesto por Sophie en su página en Myspace junto con el demo original de Heartbreak (Make Me A Dancer) en julio del 2009.

## Posicionamiento
| Lista (2011)          | Mejor posición |
| --------------------- | -------------- |
| Russian Singles Chart | 49             |

## Versiones
- Demo Original (Sophie Ellis-Bextor)- 3:15
- Álbum Versión - 3:33
- Calvin Harris Remix - 3:53
- Demo (Róisín Murphy) - 3:30